# Senecio hauwai
Senecio hauwai là một loài thực vật có hoa trong họ Cúc. Loài này được Sykes miêu tả khoa học đầu tiên.